# Випадково-крапкова стереограма
Випадково-крапкова стереограма — автостереограма, глибину об'єктів на якій задано тільки диспаратністю. Для розглядання стереограми такого типу не потрібні сепарувальні пристрої (окуляри чи стереоскоп). Згенеровані комп'ютером випадково-крапкові стереограми вперше описав 1959 року Бела Юлеш, тому часто їх називають стереограмами Юлеша.

## Фізіологічний принцип
Стереопара випадково-крапкової стереограми складається з розташованих у випадковому порядку ділянок текстури(точок), що відрізняються одна від одної взаємним зміщенням у напрямку стереобазису. Точки, зміщені в напрямку одна від одної, зображують ділянки зображення, розташовані при сприйнятті об'єму перед площиною стереопари. Так само, зміщені одна до одної точки сприймаються, як розташовані за картиною.
Для моделювання процесу сприйняття реальних об'єктів під час аналізу зорового образу слід урахувати кілька параметрів. Об'єкти одночасно мають різні ознаки глибини (перекриття об'єктів сцени, сплощення кришталика, необхідне для фокусування на об'єкті, тріангуляція, заснована на різниці напруженнь окорухових м'язів, розмір сітчастого зображення), тому класична (силуетна) стереограма складається з двох зображень, зроблених камерами, розташованих подібно до очей спостерігача. Штучно можна створити зображення, глибина об'єктів якого задана тільки диспаратністью. Причому цієї ознаки достатньо для прийняття рішення про відносне розташування об'єктів. Для виключення інших ознак глибини, крім диспаратності, у психофізіології використовують шумоподібні зображення — випадково-крапкові стереограми (ВКС).
Ліва (тобто надавана лівому оку спостерігача) частина ВКС формується шляхом рівномірним розкиданням точок одного кольору на тлі іншого кольору. В цьому зображенні задається план глибини тла (B) і спеціально сформована ділянка — план глибини стимулу (S). Для створення правої частини СТС спочатку відтворюється ліва частина, а потім ділянка S у ній зсувається уздовж осі абсцис на величину d. За бінокулярного спостереження, зсув, що створює диспаратність (d) між ділянками (S) зображень для сітківки лівого і правого ока, зумовлює сприйняття плоскої ВКС як об'ємного зображення з двома планами глибини — тла з нульовою диспаратністю і стимулу з диспаратністю D. За монокулярного спостереження, ВКС сприймається як шумоподібне зображення, тому часто кажуть, що стимул закодовано в стереограмі. Просторове розташування стимулу визначається знаком диспаратності d. При d > 0 стимул розташований за площиною тла, а при d < 0 — перед нею.
Для кожної з ділянок стереограми можна задати не одну диспаратність d, а набір диспаратностей di. Таку ділянку ВКС за деяких умов спостерігач сприймає як набір напівпрозорих поверхонь, видних одна через іншу.
Для повноти викладу згадаємо ще про два види випадково-крапкових зображень: антикорельованих і некорельованих ВКС. Антикорельована ВКС — це ВКС, у якій крапкам кольору тла на одній частині стереограми відповідають крапки кольору стимулу на інший і навпаки. Некорельована ВКС — це ВКС, у якій крапки на лівій і правій частинах стереограми розкидаються незалежно одна від одної. В рамках цієї класифікації звичайні ВКС називають корельованими ВКС.